# Ambès
Ambès is een gemeente in het Franse departement Gironde (regio Nouvelle-Aquitaine). De plaats maakt deel uit van van het samenwerkingsverband Bordeaux Métropole en het arrondissement Bordeaux. Ambès telde op 1 januari 2022 3.291 inwoners.

## Geografie
De oppervlakte van Ambès bedroeg op 1 januari 2022 28,85 vierkante kilometer; de bevolkingsdichtheid was toen 114,1 inwoners per km².

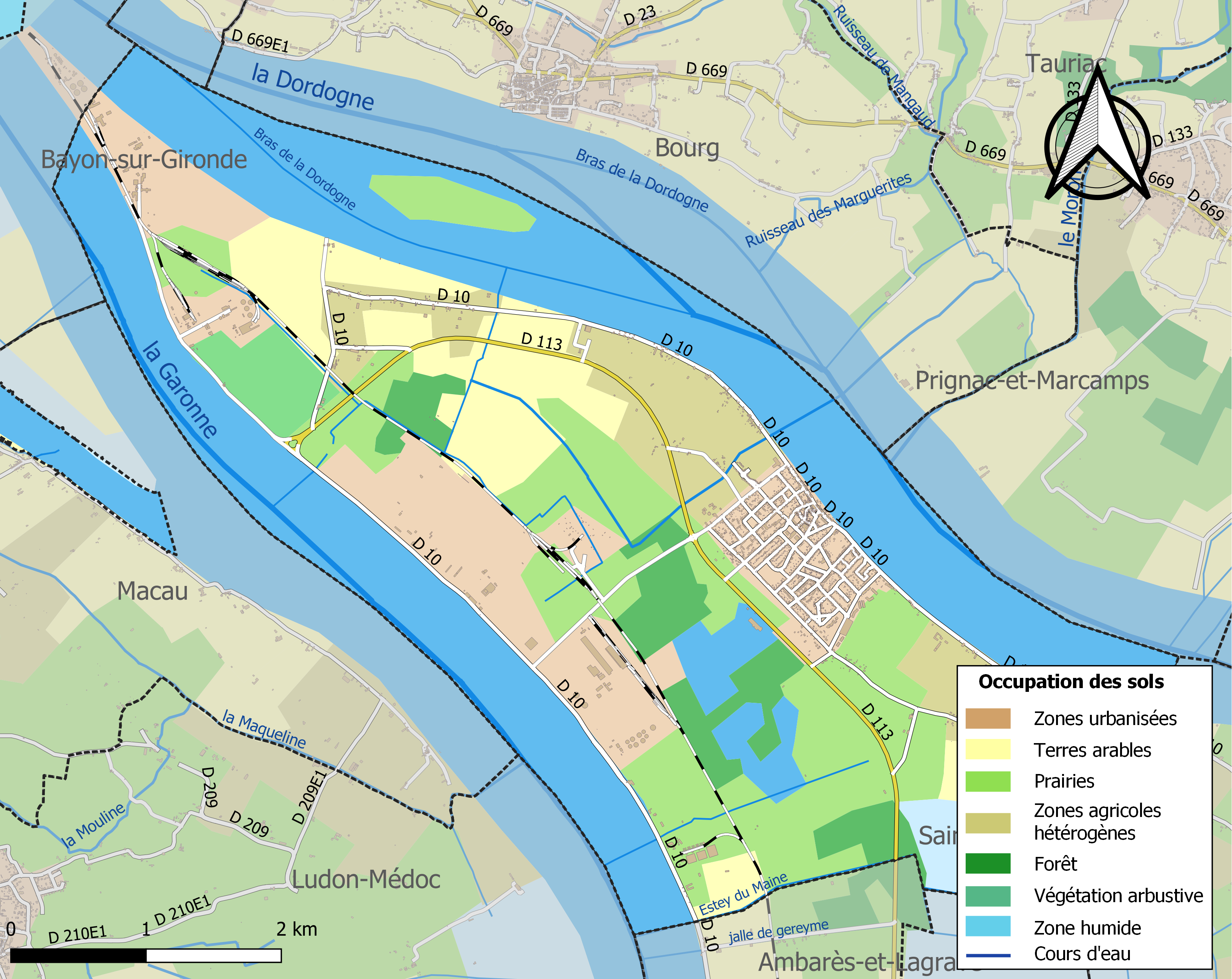
Kaart van de gemeente met belangrijkste infrastructuur, bodemgebruik en omliggende gemeenten

## Demografie
Onderstaande figuur toont het verloop van het inwonertal (bron: INSEE-tellingen).